# 山湖村 (新竹縣)

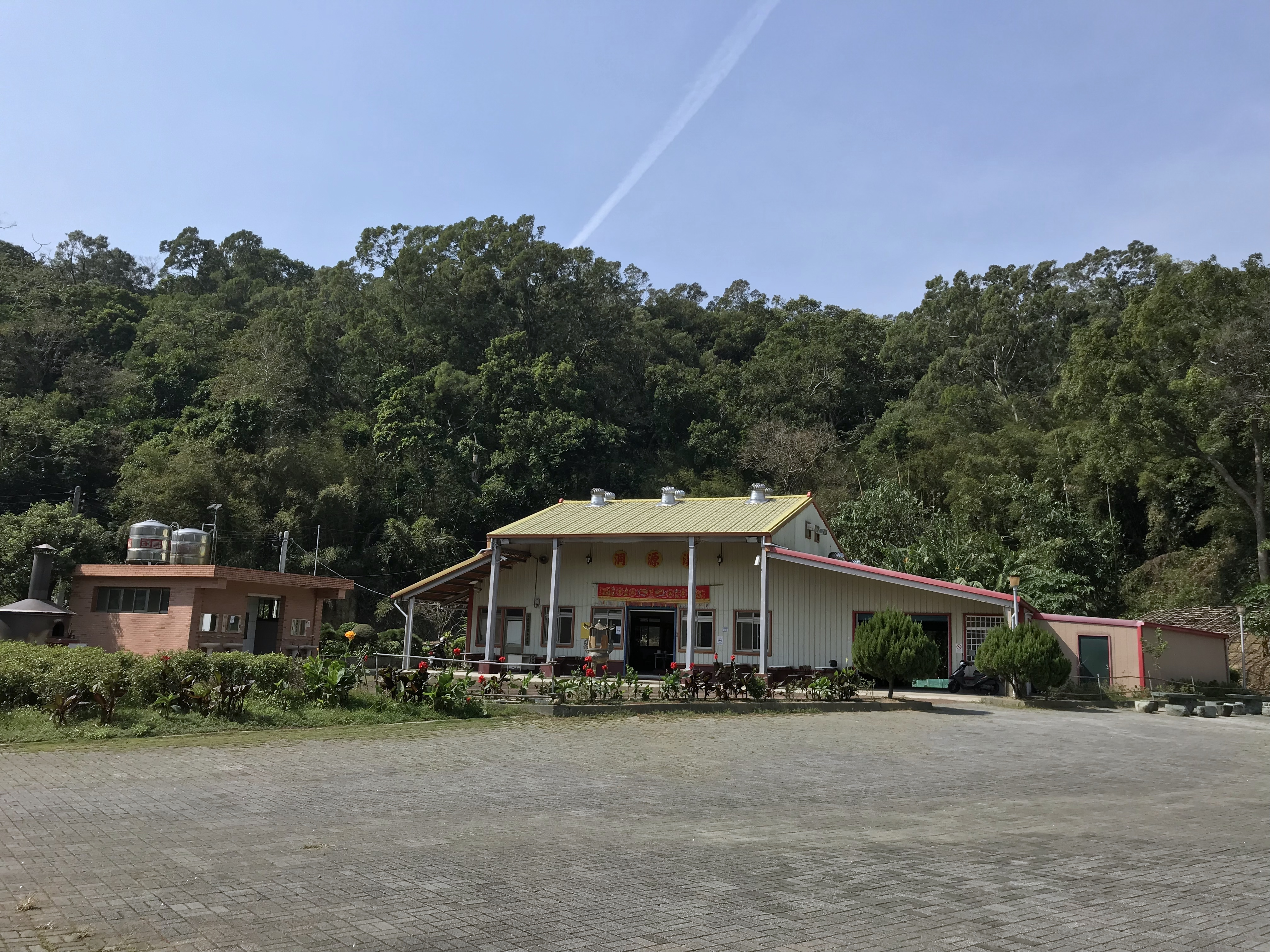
大壢老仙爺廟

山湖村為中華民國臺灣省新竹縣寶山鄉轄下之一村，位於竹東丘陵之上、寶山鄉東部。山湖村轄境呈團塊狀，東、北兩側順時針方向依序與竹東鎮柯湖里、二重里、三重里、五豐里為鄰，東、南兩側與北埔鄉水磜村、埔尾村為鄰，西南毗油田村，西面寶山村。寶山水庫、寶二水庫分別位於山湖村的北部與南部 。山湖村共220戶，轄9鄰，人口602人 。